# Wear Sunscreen
Wear Sunscreen (englisch tragen Sie Sonnenschutz auf) ist die erste Empfehlung aus dem Essay Advice, like youth, probably just wasted on the young der Kolumnistin Mary Schmich, der 1997 in der Chicago Tribune veröffentlicht wurde. Schmich hatte den Text in der Form einer Abschlussrede vor Universitätsabsolventen verfasst, die sie halten würde, falls sie dazu eingeladen werden sollte, um an junge Menschen einige Lebensweisheiten weiterzugeben.
Der Text diente noch im selben Jahr als Grundlage für das Spoken-Word-Lied Everybody’s Free (To Wear Sunscreen), das Baz Luhrmann auf Basis eines Musikstücks von Quindon Tarver und dem von Lee Perry eingesprochenen Text für sein Compilation-Album Something for Everybody produziert hatte. 1999 wurde das Lied als Single veröffentlicht und konnte sich in mehreren Ländern in den Charts platzieren. Es erschienen diverse Coverversionen und Parodien, darunter auch die deutschsprachigen Versionen Sonnencreme mit Dieter Brandecker als Sprecher, und Sonnenschutz, in der Manfred Lehmann den Text vorträgt.

## Mary Schmichs Kolumne

### Inspiration und Veröffentlichung
Ende Mai 1997 war die Chicago-Tribune-Kolumnistin Mary Schmich auf dem Chicagoer Lake Shore Drive auf dem Weg zur Arbeit und dachte währenddessen darüber nach, mit welchem Thema sie ihre Kolumne füllen könnte. Ihr fielen die anstehenden Abschlussfeiern der Universitäten ein und dass sie gern eine Rede für die Absolventen schreiben würde. Während Schmich überlegte, welche Ratschläge sie jungen Menschen für ihr weiteres Leben geben könnte, sah sie eine Frau beim Sonnenbad am Ufer des Michigansees. Schmich hoffte, die junge Frau würde Sonnenschutz nutzen, denn sie selbst habe das in diesem Alter nicht getan. Dies war die zentrale Inspiration für den Essay.
Schmichs Text Advice, like youth, probably just wasted on the young  (deutsch etwa „Guter Rat ist, wie die Jugend, an die Jungen wahrscheinlich verschwendet“) wurde am 1. Juni 1997 in der Chicago Tribune veröffentlicht. In der Einleitung der Kolumne stellt Schmich den Essay als die Universitäts-Abschlussrede vor, die sie halten würde, wenn sie gebeten würde, eine zu halten. Schmich beginnt ihren Text mit dem Rat, Sonnenschutzmittel zu nutzen. Obwohl es tatsächlich weitgehend unklar ist, ob Sonnenschutzcremes wirklich einen signifikanten Schutz vor Hautkrebs bieten, behauptet Schmich, dies sei wissenschaftlich bewiesen:

“Ladies and gentlemen of the class of '97 – Wear sunscreen. If I could offer you only one tip for the future, sunscreen would be it. The long-term benefits of sunscreen have been proved by scientists, whereas the rest of my advice has no basis more reliable than my own meandering experience.”

„Damen und Herren des Jahrgangs ’97: Tragen Sie Sonnenschutzmittel. Wenn ich Ihnen nur einen Tipp für die Zukunft geben könnte, dann wäre es Sonnenschutzmittel. Den langfristigen Nutzen von Sonnenschutz haben Wissenschaftler bewiesen, während der Rest meiner Ratschläge keine verlässlichere Grundlage hat als meine eigene weitschweifige Erfahrung.“

Es folgen zahlreiche weitere Ratschläge und Warnungen. So empfiehlt Schmich unter anderem die Kraft und Schönheit der Jugend zu genießen, sich nicht über die Zukunft zu sorgen, zu singen, nicht leichtsinnig mit den Herzen anderer Menschen zu sein und sich nicht mit Menschen zu umgeben, die leichtsinnig mit den Herzen anderer umgingen. Zahnseide solle man benutzen, und sich dehnen. Man solle seine Zeit nicht mit Eifersucht verschwenden und sich an erhaltene Komplimente erinnern. Alte Liebesbriefe solle man aufbewahren, dafür aber alte Kontoauszüge wegwerfen. Man solle sich nicht schuldig fühlen, wenn man nicht wisse, was man mit seinem Leben anfangen will. Man solle sich an seinem Körper erfreuen und ihn nutzen und sich nicht weiter darum kümmern, was andere Menschen über ihn denken. Seine Eltern solle man kennenlernen, so lange sie da sind, und nett zu seinen Geschwistern sein. Man müsse verstehen, dass Freunde, außer einigen wertvollen, kommen und gehen. Man solle in verschiedenen Städten gelebt haben und reisen.
Schmich beendet ihren Text mit dem Rat, dass man vorsichtig sein solle, wessen Rat man annehme, aber geduldig mit denen, die ihn geben. Aber man solle ihr vertrauen, was den Sonnenschutz betreffen würde.
Schmich adaptierte den Text 1998 auch als kurzes Geschenkbuch für Absolventen unter dem Titel Wear Sunscreen: A Primer for Real Life. 2008 erschien eine weitere Ausgabe zum zehnten Jahrestag der Veröffentlichung.

### Kurt Vonnegut Hoax
Einige Wochen nach seiner Veröffentlichung in der Chicago Tribune wurde der Text zu einem Internet-Hoax, nachdem ein unbekannter Internetnutzer den Text kopiert und ihn per E-Mail als Kurt Vonneguts Rede am MIT verschickt hatte. Der Text verbreitete sich daraufhin ungebremst als eine angebliche Rede Vonneguts im Internet. Vonnegut hatte allerdings nie eine Rede am MIT gehalten; die MIT-Festrede 1997 hielt Kofi Annan fünf Tage nach Veröffentlichung von Schmichs Kolumne. Schmich widersprach auch der Behauptung, sie hätte Vonneguts Stil imitiert.
Der Internet-Kettenbrief erreichte schließlich auch Kurt Vonneguts Ehefrau Jill Vonnegut. Vonneguts Anwalt erhielt parallel die Anfrage eines Magazins für einen Nachdruck „seiner“ Rede. Schmich rief schließlich Vonnegut an, um über den Vorfall zu sprechen. Vonnegut sagte Schmich, dass ihr Text „lustig und weise und charmant“ wäre und er stolz gewesen wäre, wenn es seine Worte gewesen wären.
Kurz darauf veröffentlichte Schmich den Artikel Vonnegut? Schmich? Who can tell in cyberspace?, in dem sie versuchte, den Hoax zu entkräften. Ungeachtet dessen verbreitete sich der Text als Vonneguts Rede weiterhin im Internet. Der Urheber des Hoaxes konnte nicht identifiziert werden.

## Lied von Baz Luhrmann

### Entstehung
Der australische Filmregisseur Baz Luhrmann arbeitete 1997 am Musikalbum Something for Everybody mit Neubearbeitungen von Liedern, die er in seinen Filmen eingesetzt hatte. Darunter war auch Quindon Tarvers Version von Rozallas Dance-Single Everybody’s Free (To Feel Good) aus dem Jahr 1992. Tarver hatte 1996 in Zusammenarbeit mit dem Londoner Knabenchor Libera eine chorale Version des Songs für den Soundtrack zu Luhrmanns Kinofilm William Shakespeares Romeo + Julia aufgenommen. Während der Arbeit an diesem Musikstück erreichte Luhrmann eine E-Mail mit dem Text, der angeblich von Vonnegut stammte. Luhrmann war fasziniert davon und versuchte online Kontakt zu Vonnegut aufzunehmen, um die Rechte an dem Text für sein Album zu erwerben. Stattdessen fand er Artikel, in denen klargestellt wurde, dass der Text von Mary Schmich verfasst worden war. Er nahm schließlich Kontakt zu Schmich auf und konnte die Rechte am Text von der Chicago Tribune erwerben. Luhrmann produzierte mit Anton Monsted und Josh Abrahams auf Basis von Tarvers Musik die instrumentale Grundlage des Stücks und ließ den Sprecher Lee Perry den Text einlesen. Dabei sprach der Australier Perry mit einem US-amerikanischen Akzent und einer älter klingenden Stimme, die nach jemandem klingen sollte, der viel Lebenserfahrung hat.
Die 7:10 Minuten lange Originalversion des Stücks erschien 1997 auf dem von Luhrmann präsentierten Album Something for Everybody. In einigen Ländern erschien das Stück auch als Single, dort noch mit dem Text „Ladies and Gentlemen of the Class of ’97“. Im Februar 1999 wurde die Single in Teilen der Vereinigten Staaten veröffentlicht, im Mai 1999 auch im Vereinigten Königreich. Die Single enthielt einen auf 5:05 Minuten gekürzten Edit und einen Remix.
Schmich erhielt nur einen kleinen Teil der Tantiemen am Musikstück, der weitaus größere Teil ging an die Chicago Tribune.

### Titellisten
UK CD Single
1. Quindon Tarver – Everybody’s Free (To Wear Sunscreen) (edit) – 5:05
2. Lee Perry – Everybody’s Free (To Wear Sunscreen) (Geographic’s Factor 15+ mix) – 4:42
3. John Paul Young: Love Is in the Air (Fran mix) – 4:29

Europäische CD Single
1. Quindon Tarver – Everybody’s Free (To Wear Sunscreen) (edit) – 5:05
2. Lee Perry – Everybody’s Free (To Wear Sunscreen) (Geographic’s Factor 15+ mix) – 4:42

### Musikvideo
Das offizielle Musikvideo zum Stück schuf Regisseur Bill Barminski auf Basis des 5:05 Minuten langen Single-Edits des Liedes. Es existieren weitere Musikvideos zum Stück, unter anderem eine von der brasilianischen Werbeagentur DM9DDB geschaffene Version.

### Charts und Chartplatzierungen
Das Lied erreichte 1999 nach der erneuten Veröffentlichung als Single die Charts in diversen Ländern, unter anderem im Vereinigten Königreich, wo es im Juni den ersten Platz der britischen Charts belegte.
| ChartsChartplatzierungen       | Höchstplatzierung | Wochen |
| ------------------------------ | ----------------- | ------ |
| Deutschland (GfK)              | 44 (9 Wo.)        | 9      |
| Schweiz (IFPI)                 | 36 (2 Wo.)        | 2      |
| Vereinigtes Königreich (OCC)   | 1 (20 Wo.)        | 20     |
| Vereinigte Staaten (Billboard) | 45 (7 Wo.)        | 7      |

| ChartsJahrescharts (1999)    | Platzierung |
| ---------------------------- | ----------- |
| Vereinigtes Königreich (OCC) | 31          |

### Auszeichnungen für Musikverkäufe
| Land/Region                  | Auszeichnungen für Musikverkäufe (Land/Region, Auszeichnung, Verkäufe) | Verkäufe |
| ---------------------------- | ---------------------------------------------------------------------- | -------- |
| Vereinigtes Königreich (BPI) | Platin                                                                 | 600.000  |
| Insgesamt                    | 1× Platin ·                                                            | 600.000  |

### Coverversionen und Parodien
Luhrmanns Lied inspirierte andere Künstler zu Coverversionen und Parodien des Stücks. In Australien erreichte Not the Sunscreen Song von John Safran 1998 Platz 20 der Charts. Die dort gegebenen mehr oder weniger nützlichen Ratschläge reichen von traue keinem, der versucht Shakespeare für junge Leute zu aktualisieren über benutze Sonnenschutz – aber nur den krebserregenden aus Kokosöl bis hin zu denke daran: beim ersten Sex kannst Du nicht schwanger werden.
In Deutschland wurden noch 1999 nahezu zeitgleich zwei Versionen mit deutschen Texten veröffentlicht. In der Version Sonnencreme sprach Dieter Brandecker den Text ein. Für eine zweite Version unter dem Titel Sonnenschutz sprach Manfred Lehmann den deutschen Text ein. Im Rahmen der Gerd-Show mit Stimmenimitator Elmar Brandt als Gerhard Schröder entstand unter dem Titel FKK (Everybody’s Free to Wear gar nichts) eine eher parodistische Version des Stücks.